# Gaetano Donizetti
|  | «Donizetti» redirigeix aquí. Vegeu-ne altres significats a «Giuseppe Donizetti». |

Gaetano Donizetti (Bèrgam, Llombardia, 29 de novembre de 1797 - Bèrgam, 8 d'abril de 1848) fou un compositor italià d'òpera. Al costat de Rossini i Bellini, Donizetti conforma la tríada de compositors italians que va dominar l'escena operística fins a l'eclosió de Verdi. Genial i instintiu, Donizetti és el creador d'un Romanticisme encès, encara que madurat sempre en el marc de la tradició neoclàssica.
Dels representants del corrent belcantista, Donizetti va ser el més prolífic amb 71 òperes escrites entre 1816 i 1844, i reforçà les composicions vocals de conjunt, com els quartets o sextets, els efectes del cor i la importància de l'orquestra. Ha esdevingut cèlebre sobretot per la seva obra lírica, però també va compondre 31 cantates, 116 obres sacres, 21 obertures de concert, 19 quartets per a cordes, 183 cançons i àries, 56 duos, trios i quartets vocals, 44 solos i duets per a piano, etc.
Va ser un treballador incansable. Un cop havia compost l'òpera, ell mateix s'encarregava d'ensenyar els cantants i adaptar la partitura a les seves característiques, assajar amb els músics de l'orquestra, i finalment dirigir almenys les tres primeres funcions del nou treball. Només dues òperes les va estrenar sense la seva supervisió i foren un fracàs. Si això no fos prou, mentre assajava una òpera ja s'encarregava de negociar en una altra ciutat l'estrena de la seva següent òpera. Malgrat la seva vida atrafegada, Donizetti era conegut pel bon tracte i va fer lleials amics arreu on anà. Era considerat un home d'una àmplia cultura, molt llegit i capaç de conversar de qualsevol tema.

## Biografia

### Infància

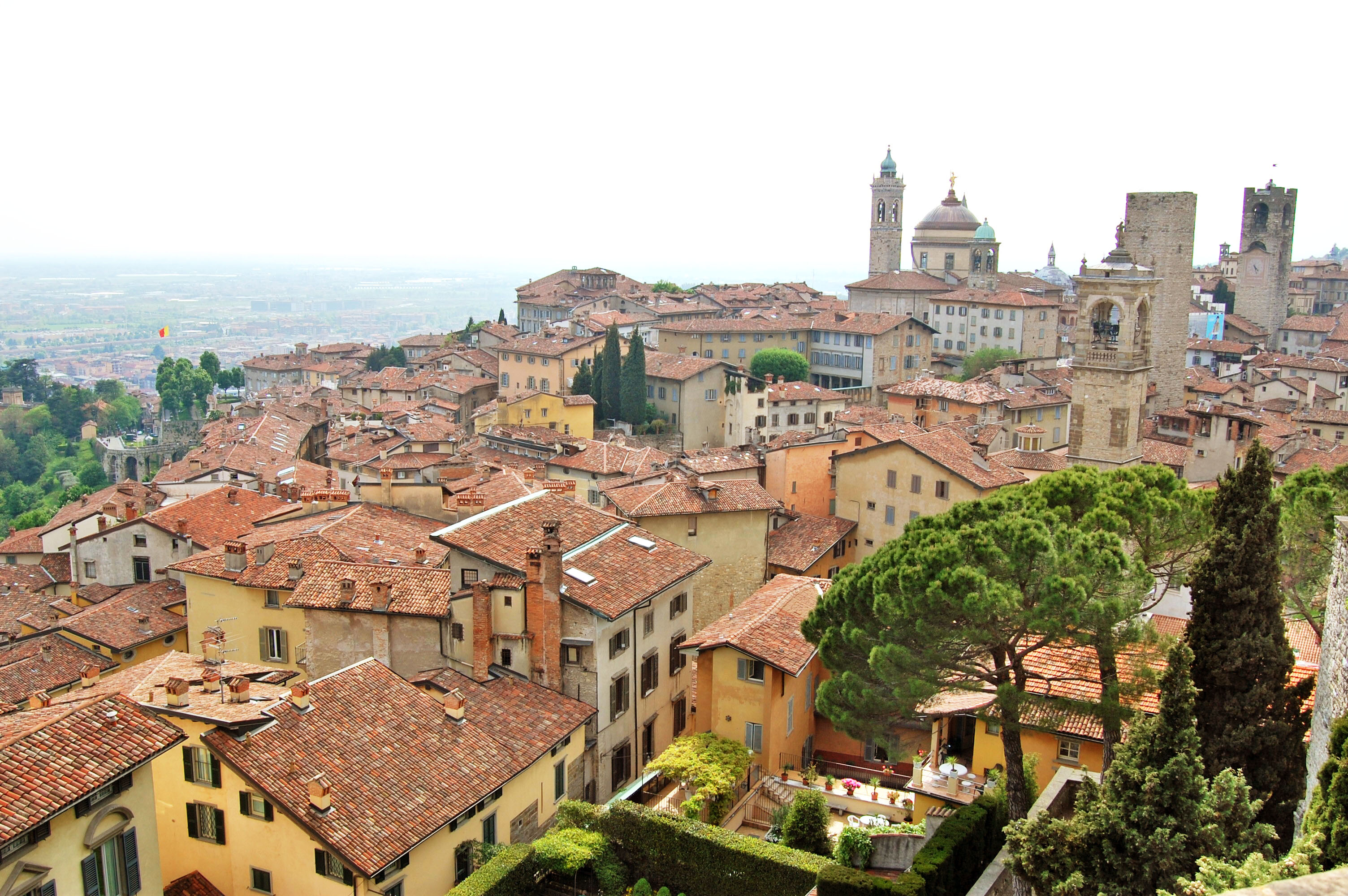
Part antiga de Bèrgam, on va viure els primers anys Donizetti

Cinquè fill d'Andrea Donizetti i Domenica Nava, va tenir uns orígens molt humils. Malgrat les dificultats, el matrimoni va arribar a tenir sis fills. El més gran, Giuseppe, va arribar a ser director de música de l'exèrcit otomà del sultà Mahmud II de Constantinoble. El successor de Mahmud, Abdul Medij, li va concedir el títol de paixà. El segon, Maria Rosalinda, va morir jove, d'apoplexia. El tercer, Francesco, deficient, va arribar a tocar el timbal a la banda cívica de Bèrgam, i a la mort del seu pare el 1835, va ocupar el seu lloc a la porteria del Mont de Pietat. La quarta, Maria Antonia, casada amb un tal Tironi, també de Bèrgam, va morir de tuberculosi i una filla seva, Beppino, va anar a viure amb els avis i es va ocupar de la casa. El cinquè germà va ser el gran compositor, que va rebre el nom de Domenico Gaetano. Encara el març de l'any 1800 naixia el sisè germà, una nena anomenada Maria Rachele, que només va viure uns mesos.
En els primers temps, de fet, el seu pare s'oposa a la decisió del seu fill d'emprendre la carrera teatral, però a poc a poc n'acaben convençuts, regalant al seu fill, en mostra de reconciliació, el rascador d'os que avui s'exposa al Museu donizettià de Bèrgam.

### Estudis amb Simon Mayr
A nou anys va entrar en una escola gratuïta de música destinada a formar coristes i instrumentistes per a les funcions litúrgiques, que el compositor i pedagog Simon Mayr havia obert a Bèrgam aquell mateix any. Simon Mayr, un alemany que havia iniciat una destacada carrera de compositor a Venècia, era el músic de major autoritat de Bèrgam i famós a tot Itàlia. Compositor de nombroses òperes, la veritable vocació de l'alemany era, sobretot, la docència. En convertir-se en mestre de capella de Santa Maria Maggiore de Bèrgam, necessitava formar un bon cor i instrumentistes per a aquesta important església, de gran tradició musical en el passat. Aquesta va ser la raó per la qual Mayr va aconseguir de les autoritats subvenció per a Le lezioni Caritatevoli (avui Instituto Musicale Gaetano Donizetti). Els primers alumnes, entre ells Donizetti, s'hi van matricular el 6 de maig de 1806.

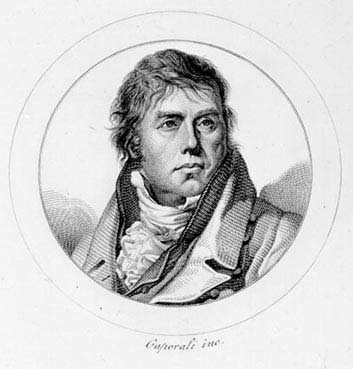
El seu primer mestre i gran amic Simon Mayr

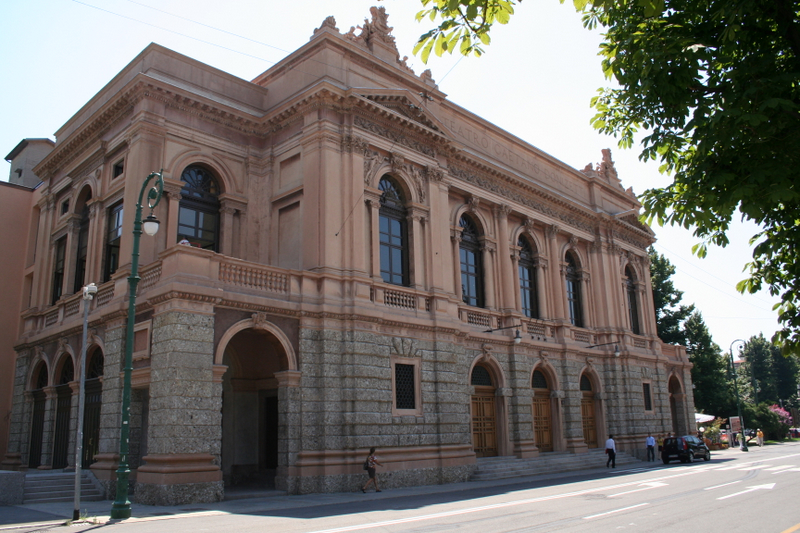
El Teatro Riccardi (avui Donizetti)

Malgrat tenir un defecte a la veu, a poc a poc, el petit Gaetano arribaria a esdevenir l'alumne predilecte del músic bavarès, a més d'un dels seus millors amics. Amistat que duraria tota la seva vida. Set mesos després, Mayr registrava que Donizetti havia avançat més que la resta d'alumnes. No obstant això, la persistent deficiència vocal va posar en perill la seva permanència a l'institut. El setembre de 1808 Mayr es va veure obligat a admetre que, segons els informes, Gaetano havia d'abandonar el centre. Però el març de 1809 el mestre va aconseguir que es modifiquessin els reglaments de les Lezioni Caritatevoli per permetre que, en el moment del canvi de veu, el jove pogués seguir els estudis de clavecí.
Encara que Mayr era autodidacte, va ser un dels primers a estudiar a Itàlia les obres de Haydn, Mozart i Beethoven, a més de promoure la seva interpretació en la seva escola. A Bèrgam, on Mayr fou molt actiu, funcionaven per aquells anys, al començament del segle xix, dos teatres, el Teatro Riccardi (avui Donizetti) i el Teatro della Societá. S'hi representaven òperes amb freqüència, i de la ciutat van sortir molt bons tenors, entre ells el famós Giovanni Battista Rubini, que va estrenar algunes de les grans òperes de Donizetti i de Bellini.
Als 13 anys va començar a compondre. El 1811, a 14 anys, va recitar, cantar i improvisar al clavicèmbal una farsa del seu mestre, II piccolo compositore di musica. La trama d'aquest pasticcio no era sinó la representació de la història del jove Donizetti i, per tant, un eficaç al·legat perquè prosseguís els estudis. A part de les dificultats vocals, la carrera de Gaetano degué procedir sense obstacles. Va aconseguir el nomenament de coripetitore, és a dir assistent del mestre de clavecí, així com l'admissió a les classes especials d'harmonia.
La influència de Mayr fou important i no només en la música. Encoratjava als seus alumnes a la lectura dels clàssics i després en discutia les idees.

### Estudis amb el pare Mattei a Bolonya

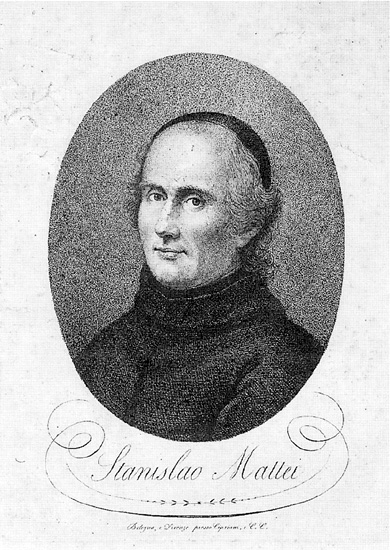
Stanislao Mattei

Convençut Mayr de les qualitats fora del comú de Gaetano, va escriure una carta de recomanació perquè el 1815 pogués estudiar contrapunt amb el famós pare Mattei a Bolonya, on va romandre fins al novembre de 1817. Convençut com estava de la vàlua del seu alumne, també va demanar ajuda financera al publicista musical Giovanni Ricordi per sufragar els estudis. Mattei, que fou també mestre de Rossini, que va escriure un treball teòric i composicions majoritàriament de música sacra, era el millor deixeble de l'insigne Pare Martini, veritable oracle de la música europea durant el segle xviii. El Liceu Musical de Bolonya era el millor que podia desitjar un estudiant de música. No hi ha dubte que aquesta decisió mostra l'alçada de Mayr com a professor, capaç de privar-se del seu deixeble preferit per tal de veure assegurat el seu futur.
Allà, en el breu espai de dos anys, Donizetti va perfeccionar els seus coneixements com a compositor de simfonies i quartets, demostrant a tots la rapidesa amb què assimilava l'art de la composició musical. Una simfonia escrita per ell i que porta data de 19 novembre 1816 té escrita la indicació fatta in un ora e un quarto (feta en una hora i quart).
Durant el període bolonyès (1815-1817), en un principi Donizetti es va limitar a compondre obres religioses d'estil convencional. Però tot seguit es va iniciar en els secrets de la composició i va començar a construir la carrera com a compositor d'òpera en una comèdia en un acte, Il Pigmalione, que va quedar inèdita fins fa molt poc temps. També acabà dues obres: Olimpiade i L'ira di Achille, a més d'una simfonia concertato que van interpretar els alumnes del Liceu Musical de Bolonya el 9 de juny de 1817.
Poc després, el jove músic tornava a la seva ciutat natal, on va tenir un oferiment des d'Ancona per ser mestre de música d'una família noble. Però va renunciar perquè ja pensava que la seva vida seria l'òpera i no es volia comprometre en alguna cosa que l'hi impedís. No obstant això, va celebrar San Stéfano (26 de desembre) no amb una òpera sinó amb un quartet de cordes en quatre moviments, per al grup de cambra en què Mayr tocava la viola.

### Primera òpera
Donizetti no va poder resistir massa temps a la crida de l'escena, com tots els compositors italians de l'època, i dos anys després va estrenar al Teatro San Luca de Venècia la seva primera òpera pròpiament dita, Enrico di Borgogna. Aquesta obra, malgrat la seva irregularitat, va obtenir una calorosa acollida i bona crítica. Durant els vint-i-cinc anys següents de gairebé ininterrompuda fama va ser instat a produir per encàrrec fins a tres òperes per any.
En tot cas, el millor resultat per a Donizetti d'Enrico fou la demanda d'una nova òpera. En menys d'un mes, Bartolomeo Merelli va tenir el llibret d'Una follia enllestit, una farsa d'un acte al qual Donizetti hi posà música immediatament. Amb llibret del mateix Merelli, Le nozze in villa va veure la llum a Màntua, però va fracassar pels capricis de la prima donna Fanny Eckerlin. Fanny havia protagonitzat Enrico di Borgogna com a Musico, denominació que, en aquell temps, rebien els que encarnaven papers heroics masculins destinats a una contralt. Les cantants que solien fer aquests papers transvestides eren anomenades "musicos" i per això es deien "musichetti" els patges o jovenets cantats per una dona.

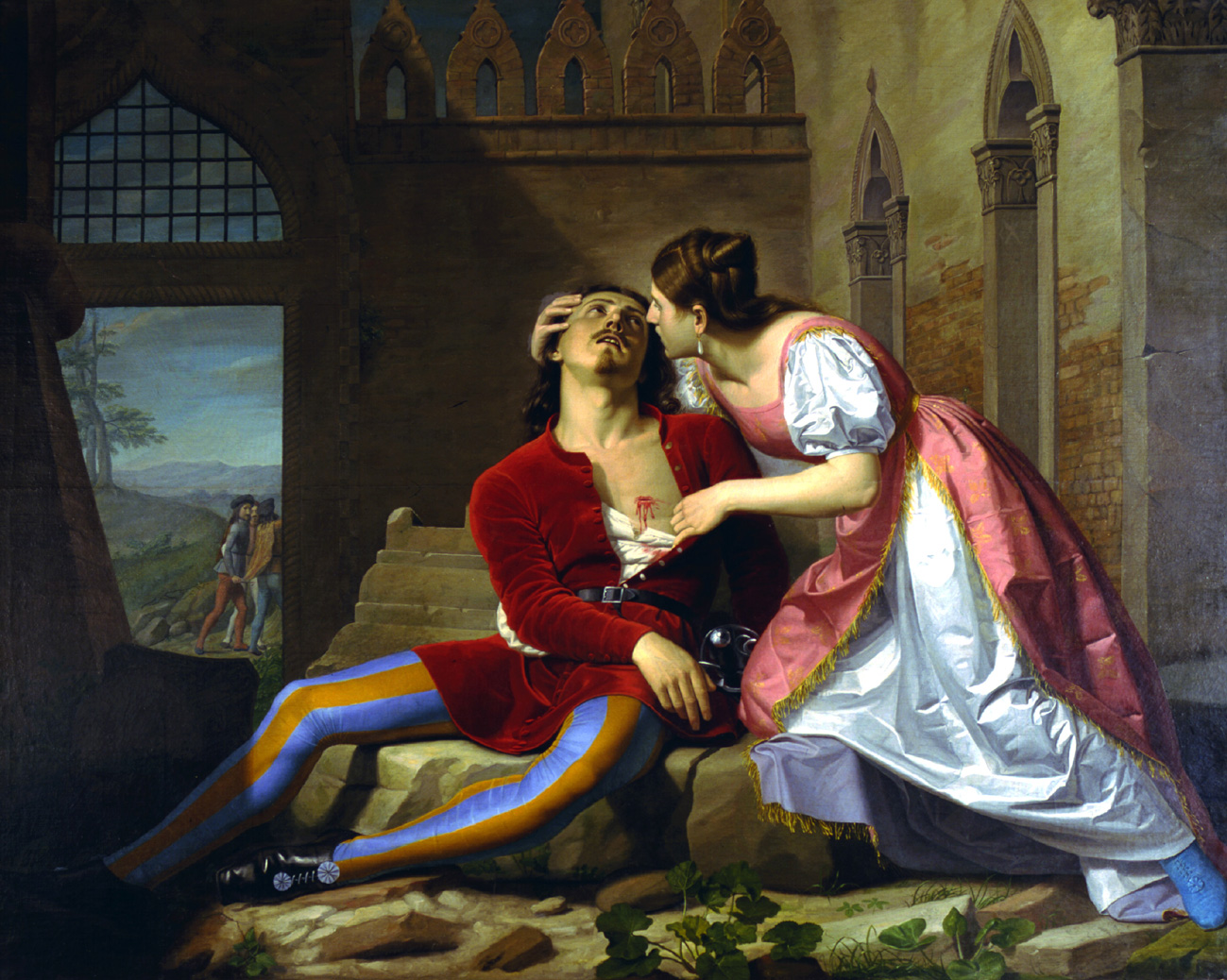
Escena dImelda de' Lambertazzi

L'amistat amb Bartolomeo Merelli, home de teatre de gran experiència que va intuir les seves grans qualitats escèniques, va fer que el compositor intensifiqués la seva dedicació a la música lírica. Fruit d'aquesta col·laboració va ser un dels primers èxits de Donizetti fora del nord d'Itàlia. El gener de 1822 va estrenar al Teatre Argentina de Roma l'òpera Zoraida di Granata, amb un èxit tan espectacular que li proporcionà un contracte per representar òperes a Nàpols. L'èxit de Zoraida li permetrà relacionar-se amb importants famílies romanes com els Carnevali, afeccionats a la música, o els Vasselli. Luigi Vasselli era un important jurista i magistrat. Residia en un palau i les seves relacions amb el Vaticà eren excel·lents. El seu fill Antonio, cirurgià militar i després advocat de Ricordi a Roma va arribar a ser el millor amic de Donizetti. Gràcies a aquesta amistat, Gaetano va poder relacionar-se amb Virginia Vasselli, la germana d'Antonio, de la que aviat s'enamoraria, encara que Barblan sosté la hipòtesi que Donizetti va mantenir, en aquells dies, una relació sentimental amb Anna Carnevali.
A la primavera de 1822, Rossini abandonà Nàpols, on portava triomfant diversos anys, i es traslladà a Viena. Poc abans de la seva marxa, Donizetti s'instal·lava a la capital de la Campània i començava una llarga carrera d'èxits, enquadrada pels seus biògrafs entre Zoraida di Granata (1822) i Imelda de' Lambertazzi (Sant Carlo, Nàpols, 1830). Així aquest mateix any, el Teatre Nuovo de Nàpols i La Scala de Milà van estrenar dues òperes seves: La zingara i I pirati. La zingara era amb llibret d'Andrea Leone Tottola, poeta oficial dels teatres reals napolitans (Mosè in Egitto, La donna del lago). El seu professor napolità de Bellini, Carlo Conti, va recomanar als seus alumnes d'anar a veure La zingara, encara que només fos per escoltar el septet que només un alumne de Mayr podria haver escrit. Mentre que I pirati, que no va agradar molt, va ser, però, el començament de la col·laboració de Donizetti amb el llibretista Felice Romani, amb el qual va aconseguir els seus primers grans èxits com a compositor operístic.

### Els primers èxits

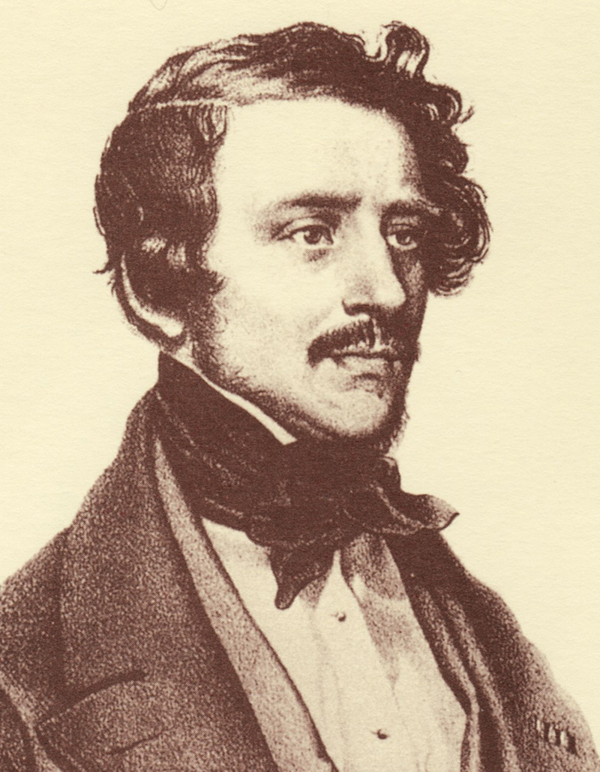
Gaetano Donizetti al voltant de 1830

La primera òpera bufa d'importància la va compondre, però, en col·laboració amb el famós llibretista Jacopo Ferreti. Es tracta de L'ajo nell'imbarazzo (1824). La increïble facilitat per compondre, la força dramàtica de la seva música, que arriba directament al públic, la necessitat econòmica i els repetits èxits que va obtenir davant de públics com els de Palerm, Roma, Nàpols i Milà, van ser les causes que van decidir a Donizetti a concentrar la seva activitat com a compositor en el món del teatre líric. De mitjana, va escriure quatre òperes anuals, però la seva activitat no es va reduir només a aquest camp, sinó que va abastar els més variats aspectes del teatre musical, des de mestre de cant i mestre preparador, fins a director escènic i director d'orquestra. Va ser en aquest últim aspecte on va demostrar qualitats extraordinàries: a la seva gran habilitat va unir una imaginació fora del corrent, el que va donar com a resultat innovacions importants per exemple pel que fa a la col·locació de l'orquestra.

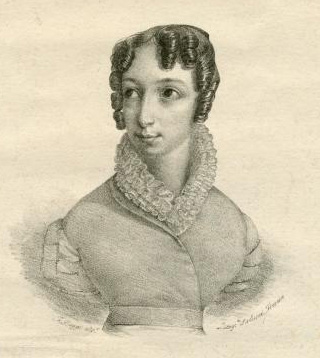
Caterina Lipparini, que va crear el rol d'Elisabetta a Otto mesi in due ore, Nàpols, 1827

En 1825, Donizetti es va fer càrrec de la direcció musical del Teatro Carolino de Palerm (allà va estrenar Alahor in Granata), però va tornar a Nàpols, des d'on va fer algun salt a Roma, estrenant-hi el 1827 Olivo e Pasquale.
El gener de 1827, Donizetti va deixar Roma per Nàpols després de signar un contracte amb l'empresari Domenico Barbaja, pel qual el músic es comprometia a escriure dotze òperes en l'espai de tres anys. Malgrat aquest compromís, també es dedica a donar lliçons per a guanyar-se millor la subsistència, i entre aquests alumnes tingué als que més tard serien uns bons compositors d'òperes Michele Puccini, Antonio Buzzolla i Antonio Traversari. La primera d'aquestes òperes fou Otto mesi in due ore, estrenada al teatro Nuovo el 13 de maig de 1827 i amb Domenico Gilardoni com a llibretista. Va seguir l'òpera bufa Il borgomastro di Saardam, amb un llibret extret pel mateix Gilardoni d'una comèdia francesa, semblant a la que va inspirar Tsar i fuster (l837) de Lortzing. Molt interessant és també Le convenienze ed inconvenienze teatrali, amb llibret del mateix compositor. És un altre intent de defugir dels lligams de la tradició clàssica italiana, ridiculitzant l'artificiós i absurd de les seves regles. Va ser en aquells dies quan va haver de demanar la mà de Virgínia Vasselli i la nova situació econòmica aportada pel nou contracte li permetia afrontar el matrimoni amb tranquil·litat.
El seu vertader primer triomf esdevingué a Nàpols amb L'esule di Roma el 1828, any en què Donizetti es va unir en matrimoni amb Virginia Vaselli. El nou matrimoni va establir la seva residència a Nàpols després de casar-se l'1 de juny a Roma, a l'església de Santa Maria in Via. Encara que els seus èxits musicals no li van permetre estar al seu costat tot el temps que li hagués agradat, Donizetti va ser feliç al costat d'aquesta dona delicada, i de malenconiosa bellesa, com mostra el retrat de Teodoro Ghezzi al Museu donizettià de Bèrgam.

### Els grans èxits
Amb Gabriella di Vergy, i fins i tot abans, amb Emilia di Liverpool i amb Alahor in Granata, Donizetti va escometre un primer intent d'alliberar l'òpera italiana de les convencions del segle anterior, i introduir-la pels nous camins que, al teatre, anava marcant el drama romàntic. Per exemple substituir el "músico" (la contralt transvestida) per un autèntic tenor.

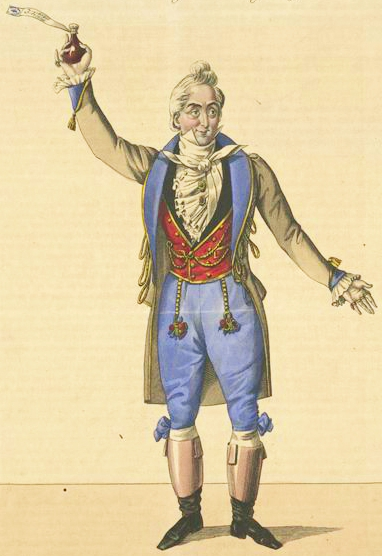
Giuseppe Frezzolini a L'elisir d'amore

Mentre s'assajava Imelda de' Lambertazzi, Donizetti va signar un contracte amb el Teatro Carcano de Milà, mogut per un grup d'aristòcrates que no estaven d'acord amb la gestió de la Scala. A partir d'aquest moment i ajudat per una creativitat i una empenta poc comunes, va encadenar èxit rere èxit, de Nàpols a Gènova. Durant aquest període van sortir de la seva ploma les seves primeres obres mestres: Anna Bolena, amb llibret de Romani, el 1830; L'elisir d'amore, també amb llibret de Romani basat en la novel·la Le filtre d'Augustin Eugène Scribe, el 1832; Lucrezia Borgia, amb text així mateix de Romani segons la novel·la de Victor Hugo, el 1833; Maria Stuarda, amb llibret de Bardari segons el drama homònim de Friedrich von Schiller, el 1834.
A la primera òpera estrenada en aquest teatre, Anna Bolena, considerada la seva primera òpera en la seva maduresa, Donizetti sembla haver assolit no només l'essència del melodrama romàntic sinó el seu propi llenguatge expressiu, diferent del de Rossini i, per descomptat, en absolut deutor de Verdi, el qual, fins a nou anys després, no presentaria la seva primera òpera, Oberto, Conte di San Bonifacio.
Després d'Anna Bolena, Donizetti va començar a entendre que malgrat que el seu catàleg superava les trenta òperes, ell seguia lligat, com Morlacchi, Pacini, Mercadante o el seu mestre Simon Mayr, a les convencions de l'òpera seriosa, i que els canvis en els gustos populars portats per la Revolució Francesa havien donat per caducades. D'aquí en endavant, Donizetti va passar a mostrar-se més amo de la seva escriptura i més compromès amb els renovats recursos dramàtics de l'òpera romàntica, sense deixar d'oferir a les dives -amb originalitat i sentit pràctic- les pàgines que millor s'adaptessin als seus talents.
El 1834, Donizetti va ingressar en el camp de l'ensenyament musical quan el rei de Nàpols el va nomenar professor de contrapunt i composició en el Reial Col·legi de Música col soldo di quattrocenti ducati al mese, i on va tenir entre altres alumnes que també serien compositors d'òpera com Luigi Badia, Vincenzo Fioravanti, en Giuseppe Puzone.Angelo Catelani o en Francesco Chiaromonte.

### El triomf internacional
Lògicament, la fama de Donizetti va començar a estendre's més enllà dels Alps. Com ja havia passat amb Spontini, Cherubini, Rossini i Bellini, Donizetti també va ser cridat pel Théâtre-Italien de París, concretament, per recomanació de Rossini. Allà va ser on, al març de 1835, va estrenar Marino Faliero. Poc abans, i en el mateix teatre, havia tingut lloc, amb enorme èxit, l'estrena de I puritani, de Bellini. No va ser rebuda amb el mateix entusiasme l'òpera de Donizetti, però això no va ser obstacle perquè Marino Faliero fos donada a conèixer, poc després, a Londres i Florència.

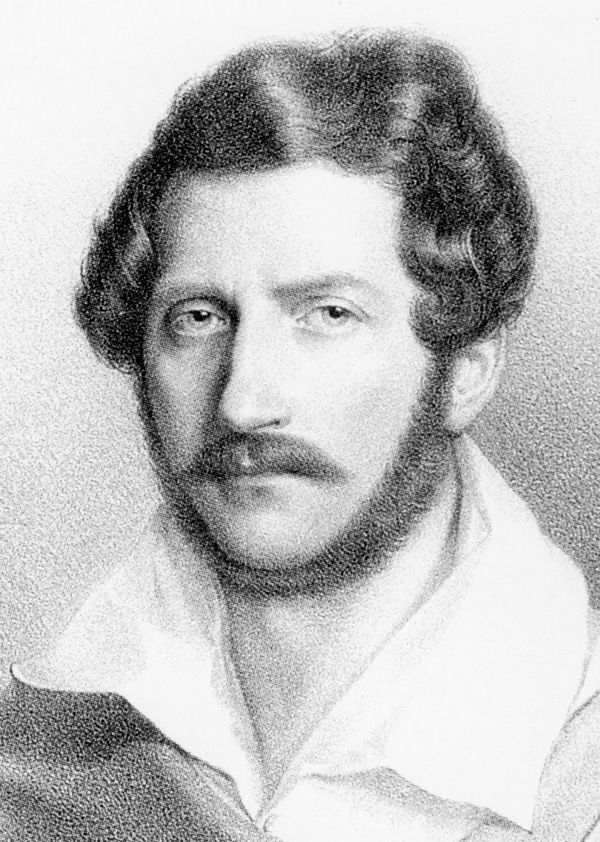
Gaetano Donizetti al voltant de 1835

En aquest mateix any, el virtuosisme de Fanny Persiani va trobar curs a Lucia di Lammermoor, la seva obra mestra, que ha estat interpretada arreu del món. Lucia di Lammermoor va comptar amb un excel·lent llibret de Salvatore Cammarano basat en la novel·la de Sir Walter Scott The Bride of Lammermoor. Entre tots els llibretistes que van col·laborar amb Donizetti, Salvatore Cammarano va ser el que millor va saber adaptar-se al caràcter romàntic del compositor. L'èxit que el seu treball en comú va obtenir en l'Òpera de París es va veure enfosquit per la notícia de la primerenca mort de Bellini, ocorreguda a la rodalia de la capital francesa i que Donizetti va conèixer tres dies abans de l'estrena parisenca d'aquesta obra. Sota el sentiment de dolor provocat per aquesta notícia, Donizetti va escriure un Lamento per la morte di Bellini i una magnífica Missa de Rèquiem, així com una simfonia sobre temes bellinians.
Els dots dramàtics de Giuditta Pasta i Maria Malibran van ser exaltades a Anna Bolena i Maria Stuarda. Més tard, les habilitats de Henriette Méric Lalande, Giuseppina Ronzi de Begnis, Rosine Stolz i Giuseppina Ronconi es posarien en relleu a Lucrezia Borgia, Roberto Devereux, La Favorite, Maria Padilla i Maria di Rohan, obres beneficiades per una major llibertat estructural i pels coquetejos de l'autor, instal·lat a París, amb la grand opéra francesa.
També en aquells dies va perdre vigència el final feliç reivindicat per Metastasio, i l'auge dels drames de Friedrich von Schiller i Victor Hugo va imposar en l'òpera el desenllaç tràgic. Va ser gran sorpresa també que desaparegués d'escena l'òpera còmica italiana, absència que va acabar suplint el mateix Donizetti amb almenys tres dels millors exemples del gènere: L'elisir d'amore, La Fille du régiment i Don Pasquale, per a molts la seva obra mestra, només comparable al Barbiere rossinià.
Però l'èxit com a compositor no va ser acompanyat per la felicitat en la seva vida familiar. Virgínia li va donar tres fills que van morir nens. La mort d'ella nou anys després, el juliol de 1837 a l'edat de 29 anys, durant una terrible epidèmia de còlera, va ser un dels cops més forts rebuts pel compositor en la fase prèvia al procés que va desequilibrar la seva salut i la seva ment els últims anys. En un període de vuit anys, Donizetti va perdre el pare, la mare, els tres fills i la dona.

### París

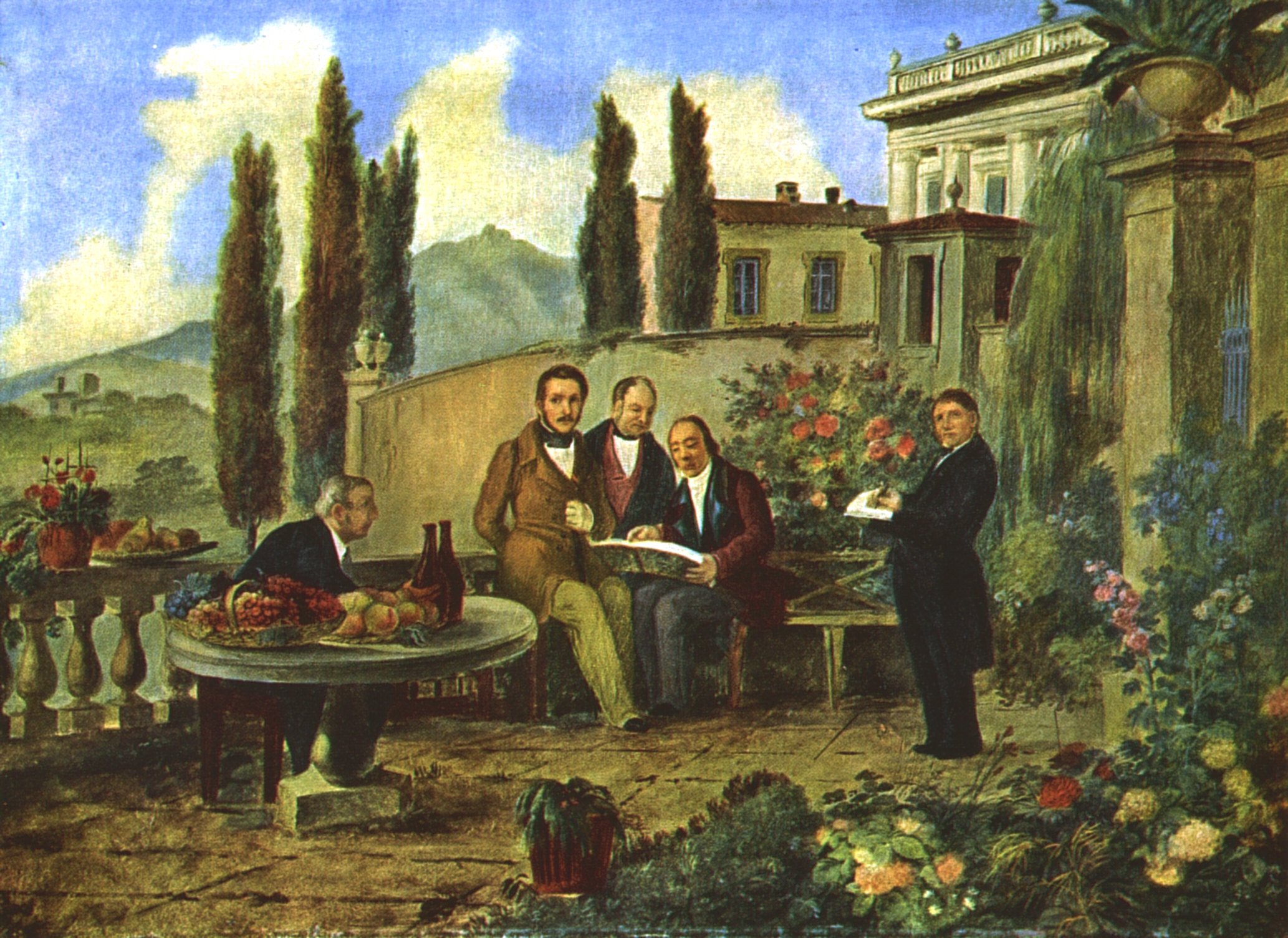
Donizetti i els seus amics (des de l'esquerra, Bettinelli, Gaetano Donizetti, Dolci, Simon Mayr i l'autor del quadre Luigi Deleidi, al voltant de 1840

Totes les desgràcies personals, unit a la mort de Zingarelli, director del conservatori el 1838, i fastiguejat de les traves que la censura havia posat al llibret de la seva òpera Poliuto, Donizetti va decidir abandonar Nàpols i instal·lar-se definitivament a París l'octubre de 1838. Hi anava amb la seguretat de tenir un contracte per escriure tres obres per a l'Opéra. Va ser en aquesta ciutat on la seva activitat creadora va tornar a ressorgir amb renovada força per donar lloc al període d'obres escrites en francès. En col·laboració amb Eugène Scribe, hi va estrenar una llarga sèrie d'òperes, moltes de les quals han esdevingut clàssiques en el repertori líric mundial: Les martyrs, versió francesa de Poliuto, òpera basada en el Polyeucte de Pierre Corneille, que malgrat els tresors musicals que amaga, va gaudir de poques representacions. Varen seguir La Fille du régiment (1840), La Favorite (1840), Rita ou le Mari battu (1841), Don Pasquale (1843), Dom Sébastien (1843), vasta obra escrita en només dos mesos.
Durant l'any 1839, havia completat L'ange de Nisida per al Théâtre de la Renaissance, però mai va arribar a estrenar-se per causa de la fallida de la companyia. Donizetti va salvar la majoria de la partitura per a La Favorite, obra en la qual es pot escoltar alguna de les seves millors peces. De fet hi ha prou de refregit a la partitura, ja que en la mateixa L'ange de Nisida hi ha trossos d'Adelaide, si bé la música composta expressament per a l'obra se centra en les àries, on Donizetti solia adaptar-se a les aptituds vocals del repartiment que l'anava a estrenar. I aquí és on hi ha la clau de la qualitat belcantista de l'obra, ja que per a l'estrena Donizetti comptava amb un elenc original format per quatre autèntics virtuosos: Rosine Stoltz (Leonor), Gilbert Duprez (Fernand), Paul Barroilhet (Alphonse) i Nicholas Levasseur (Balthazar). L'obra va obtenir un èxit colossal, i només a l'Opéra es van donar 618 funcions fins al 1918. En tres anys l'òpera ja s'havia estès per tot Europa i els Estats Units, principalment en la versió en italià lleugerament variada (pràcticament és una traducció, sense canvis destacats en la partitura, i mai autoritzada explícitament per l'autor).
De 1842 a 1846, Donizetti no va deixar de viatjar, principalment entre París i les grans ciutats italianes. Un d'aquests viatges el va portar el 1842 a Bolonya, on va dirigir l'estrena italiana de l'Stabat Mater de Rossini, en presència de l'autor. Pocs mesos després va dirigir la mateixa obra a Viena al mateix temps que estrenava, al Kärntnertortheater, la seva òpera Linda di Chamounix. L'èxit va ser tal que l'emperador austríac el va nomenar mestre de la cort imperial i compositor de la cort, càrrecs que l'obligaren a realitzar en els anys següents continus viatges entre Viena i París. En aquest mateix any, al seu retorn a París, va escriure la seva última obra mestra: Don Pasquale, que, amb llibret de Ruffini i del mateix Donizetti, es va estrenar al Théatre-Italien el 1843, any en què també va estrenar, a l'Òpera parisenca i amb poc èxit, la seva última obra: Dom Sébastien, roi de Portugal, amb llibret de Scribe.

### La fi

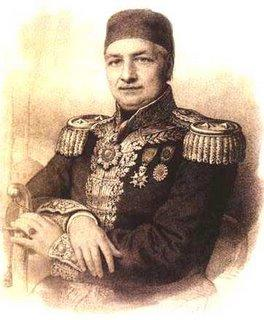
El seu germà Giuseppe Donizetti

El ritme de treball, el record de la seva família, la humiliació de veure's suplantat en la direcció del Conservatori de Nàpols, van començar a minar la salut física i mental del compositor. Durant els assajos de Dom Sébastien, Donizetti va exterioritzar algunes anomalies en el seu comportament que es van accentuar en el curs dels anys següents de tal manera que van determinar el seu ingrés, el febrer de 1846, en una clínica mental francesa d'Ivry-sur-Seine, prop de París. Hi va passar 17 mesos, durant els quals es va agreujar la seva malaltia, una degeneració del sistema nerviós d'origen sifilític, que li va produir paràlisi i una quasi total pèrdua de la facultat de la parla. El setembre del 1847 el seu nebot Andrea Donizetti va aconseguir permís per traslladar-lo a la seva ciutat natal, on va morir el 8 d'abril de l'any següent a la casa de la noble família Scotti, havent estat objecte de tota mena de reconeixements oficials per part dels seus contemporanis.
Donizetti tenia un germà un poc més jove, Giuseppe, nat el 1814, que durant molt de temps va ser director de música militar del sultà a Constantinoble, on va morir el 1856. Gràcies al seu treball, la música occidental va ser difosa en l'Imperi Otomà.

## Òperes més importants
- Il Pigmalione (composta el 1816, estrenada el 13 d'octubre de 1960 al Teatro Donizetti, Bèrgam)
- Enrico di Borgogna (estrena el 14 de novembre de 1818 al Teatro San Luca a Venècia)
- Una follia (estrena el 17 de desembre de 1818 al Teatro San Luca a Venècia) (obra perduda)
- Le Nozze in villa (estrena cap al 1821 (?) al Teatro Vecchio a Màntua)
- Il Flegname di Livonia, ossia Pietro il grande (estrena el 26 de desembre de 1819 al Teatro San Samuele a Venècia)
- Zoraida di Granata (estrena el 28 de gener de 1822 al Teatro Argentino a Roma)
- La zingara (estrena el 12 de maig de 1822 al Teatro Nuovo a Nàpols)
- La Lettera anonima (estrena el 29 de juny de 1822 al Teatro del Fondo a Nàpols)
- Chiara e Serafina, ossia I pirati (estrena el 26 d'octubre de 1822 al Teatro alla Scala a Milà)
- Alfredo il grande (estrena el 2 de juliol de 1823 al Teatro San Carlo a Nàpols)
- Il Fortunato inganno (estrena el 3 de setembre de 1823 al Teatro Nuovo a Nàpols)
- Zoraida di Granata [rev.] (estrena el 7 de gener de 1824 al Teatro Argentino a Roma)
- L'Ajo nell'imbarazzo (estrena el 4 de febrer de 1824 Teatro Valle a Roma)
- Emilia di Liverpool (estrena el 28 de juliol de 1824 al Teatro Nuovo a Nàpols) (L'Eremitaggio di Liverpool)
- Alahor in Granata (estrena el 7 de gener 1826 al Teatro Carolino a Palerm)
- Don Gregorio [rev L'Ajo nell'imbarazzo] (estrena l'11 de juny de 1826 al Teatro Nuovo a Nàpols)
- Elvida (estrena el 6 de juliol de 1826 al Teatro San Carlo a Nàpols)
- Gabriella di Vergy (1826; reinterpretada el 29 de novembre de 1869 al Teatro San Carlo a Nàpols) (Gabriella)
- Olivo e Pasquale (estrena el 7 de gener de 1827 al Teatro Valle a Roma)
- Olivo e Pasquale [rev.] (estrena l'1 de setembre de 1827 al Teatro Nuovo a Nàpols)
- Otto mesi in due ore (estrena el 13 de maig de 1827 al Teatro Nuovo a Nàpols) (Gli esiliati in Siberia)
- Il Borgomastro di Saardam (estrena el 19 d'agost de 1827 al Teatro del Fondo a Nàpols)
- Le Convenienze teatrali (estrena el 21 de novembre de 1827 al Teatro Nuovo a Nàpols)
- L'Esule di Roma, ossia Il proscritto (estrena l'1 de gener de 1828 al Teatro San Carlo a Nàpols)
- Emilia di Liverpool [rev] (estrena el 8 de març de 1828 al Teatro Nuovo a Nàpols)
- Alina, regina di Golconda (estrena el 12 de maig de 1828 al Teatro Carlo Felice a Gènova)
- Gianni di Calais (estrena el 2 d'agost de 1828 al Teatro del Fondo a Nàpols)
- Il Paria (estrena el 12 de gener de 1829 al Teatro San Carlo a Nàpols)
- Il Giovedi grasso (estrena el 26 de febrer 1829 (?) al Teatro del Fondo a Nàpols) (Il Nuovo Pourceaugnac)
- Il castello di Kenilworth (estrena el 6 de juliol de 1829 al Teatro San Carlo a Nàpols)
- Alina, regina di Golconda [rev.] (estrena el 10 d'octubre de 1829 al Teatro Valle a Roma)
- I Pazzi per progetto (estrena el 6 de febrer de 1830 al Teatro San Carlo a Nàpols)
- Il Diluvio universale (estrena el 28 de febrer de 1830 al Teatro San Carlo a Nàpols)
- Imelda de' Lambertazzi (estrena el 5 de setembre de 1830 al Teatro San Carlo a Nàpols)
- Anna Bolena (estrena el 26 de desembre de 1830 al Teatro Carcano a Milà)
- Le Convenienze ed inconvenienze teatrali (revisió de Le convenienze teatrali estrena el 20 d'abril de 1831 al Teatro Canobbiana a Milà)
- Gianni di Parigi (composta el 1831; estrena el 10 de setembre de 1839 al Teatro alla Scala a Milà)
- Francesca di Foix (estrena el 30 de maig de 1831 al Teatro San Carlo a Nàpols)
- La Romanziera e l'uomo nero (estrena el 18 de juny de 1831 al Teatro del Fondo a Nàpols) (el libretto s'ha perdut)
- Fausta (estrena el 12 de gener de 1832 al Teatro San Carlo a Nàpols) escrita per al tenor napolità Giovanni Basadonna.[23]
- Ugo, conte di Parigi (estrena el 13 de març de 1832 al Teatro alla Scala a Milà)

L'elisir d'amore

- L'elisir d'amore (estrena el 12 de maig de 1832 al Teatro Canobbiana a Milà)
- Sancia di Castiglia (estrena el 4 de novembre de 1832 al Teatro San Carlo a Nàpols)
- Il Furioso all'isola di San Domingo (estrena el 2 de gener de 1833 al Teatro Valle a Roma)
- Otto mesi in due ore [rev] (estrena el 1833 a Liorna)
- Parisina d'Este (estrena el 17 de març de 1833 al Teatro della Pergola a Florència)
- Torquato Tasso (estrena el 9 de setembre de 1833 al Teatro Valle a Roma)
- Lucrezia Borgia (estrena el 26 de desembre de 1833 al Teatro alla Scala a Milà)
- Il Diluvio universale [rev] (estrena el 17 de gener de 1834 al Teatro Carlo Felice a Gènova)
- Rosmonda d'Inghilterra (estrena el 27 de febrer de 1834 al Teatro della Pergola a Florència)
- Maria Stuarda [rev] (estrena el 18 d'octubre de 1834 al Teatro San Carlo a Nàpols) (Buondelmonte)
- Gemma di Vergy (estrena el 26 d'octubre de 1834 al Teatro alla Scala a Milà)
- Maria Stuarda (estrena el 30 décembre 1835 al Teatro alla Scala a Milà)
- Marino Faliero (estrena el 12 de març de 1835 al Théâtre-Italien a París)
- Lucia di Lammermoor (estrena el 26 de setembre de 1835 al Teatro San Carlo a Nàpols)
- Belisario (estrena el 4 de febrer de 1836 al Teatro La Fenice a Venècia)
- Il Campanello di notte (estrena l'1 de juny de 1836 al Teatro Nuovo a Nàpols)
- Betly, o La capanna svizzera (estrena el 21 d'agost de 1836 al Teatro Nuovo a Nàpols)
- L'Assedio di Calais (estrena el 19 de novembre de 1836 al Teatro San Carlo a Nàpols)
- Pia de' Tolomei (estrena el 18 de febrer de 1837 al Teatro Apollo a Venècia)
- Pia de' Tolomei [rev] (estrena el 31 de juliol de 1837 a Sinigaglia)
- Betly [rev] (estrena (?) el 29 de setembre de 1837 al Teatro del Fondo a Nàpols)

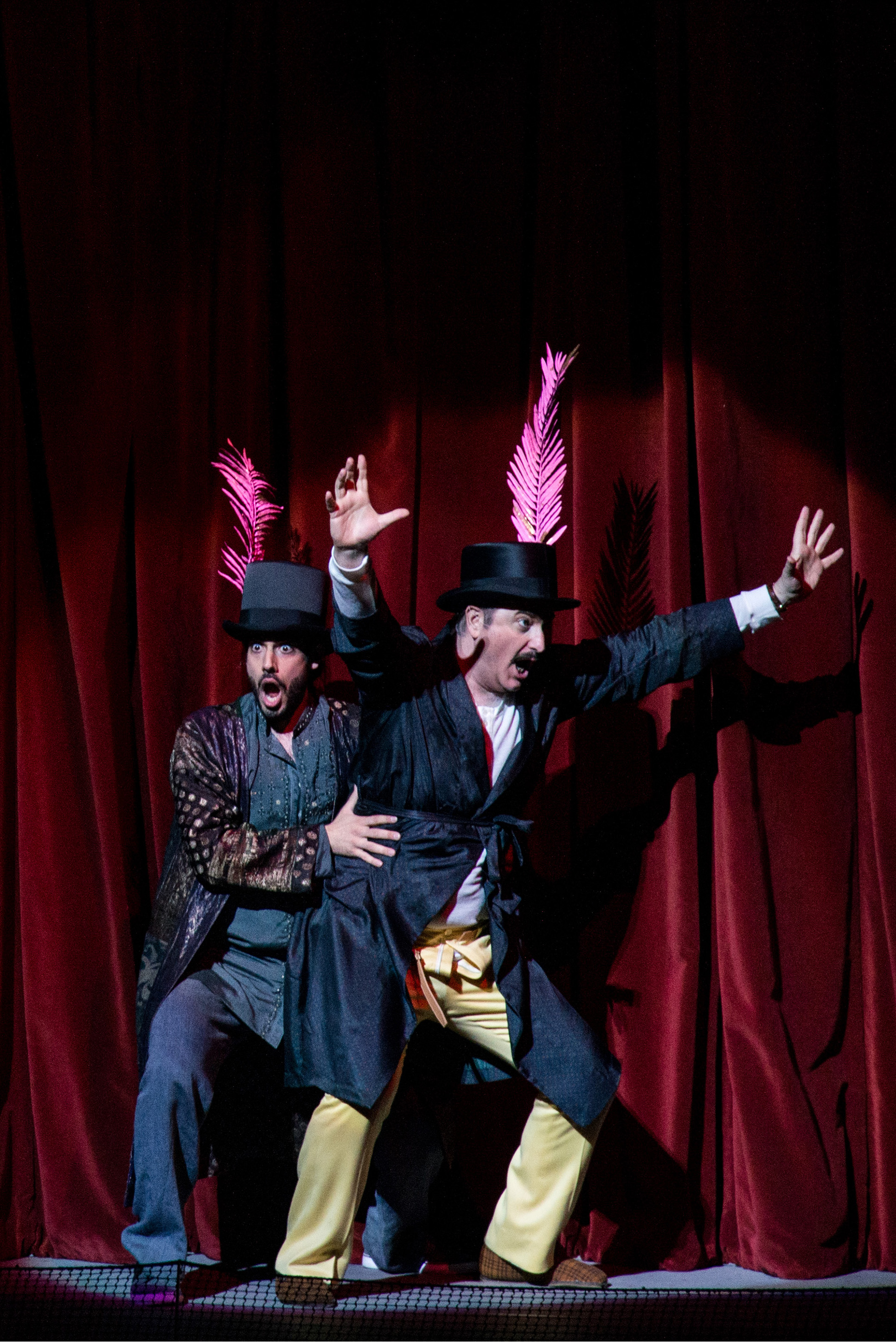
Alessio Arduini (Malatesta) y Michele Pertusi (Don Pasquale), Òpera de l'Estat de Viena 2015

- Roberto Devereux (estrena el 28 d'octubre de 1837 al Teatro San Carlo a Nàpols) escrita per al tenor napolità Giovanni Basadonna.[23]
- Maria de Rudenz (estrena el 30 de gener de 1838 al Teatro La Fenice a Venècia)
- Gabriella di Vergy [rev] (composta el 1838; 8.1978 gravació, Londres)
- Poliuto (estrena el 1838; interpretada el 30 de novembre de 1848 al Teatro San Carlo a Nàpols)
- Pia de' Tolomei [rev 2] (estrena el 30 de setembre de 1838 al Teatro San Carlo a Nàpols)
- Lucie de Lammermoor [rev. de Lucia di Lammermoor] (estrena el 6 d'agost de 1839 al Théâtre de la Renaissance a París)
- Le Duc d'Albe (composta el 1839; estrena el 22 de març de 1882 al Teatro Apollo a Roma) (Il Duca d'Alba)
- Lucrezia Borgia [rev] (estrena l'11 de gener de 1840 al Teatro alla Scala a Milà)
- Poliuto [rev] (estrena el 10 d'abril de 1840 a l'Opéra de París) (Les Martyrs)
- La Fille du régiment (estrena l'11 de febrer de 1840 a l'Opéra-Comique a París)
- L'Ange de Nisida (estrena el 1839)
- Lucrezia Borgia [rev 2] (estrena el 31 d'octubre de 1840 al Théâtre-Italien a París)
- La Favorite [rev. de L'ange de Nisida] (estrena el 2 de desembre de 1840 a l'Opéra de París)
- Adelia (11 de febrer de 1841 al Teatro Apollo, Roma)
- Rita, ou Le mari battu (composta el 1841; estrena el 7 de maig de 1860 a l'Opéra-Comique, París)
- Maria Padilla (estrena el 26 de desembre de 1841 al Teatro alla Scala a Milà) i dedicada a la mezzosoprano Luigia Abbadia (1821-1896).[24]
- Linda di Chamounix (estrena el 19 de maig de 1842 al Kärntnertortheater a Viena)
- Linda di Chamounix [rev] (estrena el 17 de novembre de 1842 al Théâtre-Italien a París)
- Don Pasquale (estrena el 3 de gener de 1843 al Théâtre-Italien a París)
- Maria di Rohan (estrena el 5 de juny de 1843 a Kärntnertortheater a Viena)
- Dom Sébastien (estrena el 13 de novembre de 1843 a l'Opéra de París)
- Caterina Cornaro (estrena el 12 de gener de 1844 al Teatro San Carlo a Nàpols)
- Dom Sébastien [rev] (estrena el 6 de febrer de 1845 a Kärntnertortheater a Viena)